# Italia ai Giochi mondiali 2009
L'Italia ai Giochi mondiali di Kaohsiung 2009 si è classificata seconda nel medagliere alle spalle della Russia aggiudiucandosi in tutto 41 medaglie (16 ori, 12 argenti e 13 bronzi).

## Medaglie
1. : Giuseppe Seimandi (Tiro di campagna)
2. : Eleonora Strobbe (Tiro di campagna)
3. : Doppio maschile (Bocce - Raffa)
4. : Doppio femminile (Bocce - Raffa)
5. : Paolo Bosco e Sylvia Pitton (Danza sportiva)
6. : Stefano Figini (200 m Nuoto pinnato)
7. : Stefano Figini (400 m Nuoto pinnato)
8. : Luca Valdesi (Karate)
9. : Simone Procaccia (Nuoto per salvamento)
10. : Federico Pinotti (50 m Nuoto per salvamento)
11. : Federico Pinotti (100 m Nuoto per salvamento)
12. : Isabella Cerquozzi (Nuoto per salvamento)
13. : Generale maschile (Nuoto per salvamento)
14. : Danza (Pattinaggio artistico a rotelle)
15. : Doppio (Pattinaggio artistico a rotelle)
16. : Tanja Romano (Pattinaggio artistico a rotelle)

1. : Michele Frangilli (Tiro di campagna)
2. : Alessandro Lodetti (Tiro di campagna)
3. : Jessica Tomasi (Tiro di campagna)
4. : Emanuele Ferrero (Bocce - Lyonnaise)
5. : Alessandro Longo (Bocce - Lyonnaise)
6. : Duo femminile (Ju-Jitsu)
7. : Staffetta maschile (Nuoto pinnato)
8. : Andrea Nava (200 m Nuoto pinnato)
9. : Federico Pinotti (200 m Nuoto per salvamento)
10. : Giovanni Legnani (Nuoto per salvamento)
11. : Antonietta Orsini (Powerlifting)
12. : Roberto Riva (Pattinaggio artistico a rotelle)

1. : Sergio Massimo Cassiani (Tiro di campagna)
2. : Marco Zanetti (Biliardo)
3. : Paola Mandola (Bocce - Lyonnaise)
4. : Chiara Soligon (Bocce - Lyonnaise)
5. : Gabriele e Antonia Goffredo (Danza sportiva)
6. : Andrea Nava (100 m Nuoto pinnato)
7. : Sara Battaglia (Karate)
8. : Generale femminile (Nuoto per salvamento)
9. : Federico Pinotti (beach Nuoto per salvamento)
10. : Giovanni Legnani (50 m Nuoto per salvamento)
11. : Marcella Prandi (Nuoto per salvamento)
12. : Nicola Ferrua (Nuoto per salvamento)
13. : Claudio Naselli (Pattinaggio di velocità in linea)